# Wieger Bruin
Wieger Bruin (Groningen, 1 april 1893 – Naarden, 13 juni 1971) was een Nederlands architect, stedenbouwkundige en hoogleraar.

## Leven en werk
Wieger Bruin werd geboren in de stad Groningen als zoon van Wieger Bruin en Hendrika Petronella Briedé. Zijn vader, een koopman, was een half jaar eerder overleden. Hij werd opgeleid tot kunstschilder aan de Academie van Beeldende Kunsten in Den Haag. In 1912 trok hij in bij zijn moeder, die was teruggekeerd naar haar geboorteplaats Amsterdam. Bruin volgde daar de driejarige avondcursus van de bouwkundige afdeling van de Rijksnormaalschool voor Teekenonderwijzers en studeerde in 1915 af. Hij werkte bij diverse architecten, onder wie Jan Gratama en Allard Remco Hulshoff, tot hij zich in 1923 als zelfstandig architect vestigde. In 1930 trouwde hij in Naarden met de Amerikaanse Louise Maloney (1890-1973). Bruin won een gouden medaille op de Wereldtentoonstelling van 1937 in Parijs. In 1956 ging hij een associatie aan met H.T. Vink (Wieger Bruin & Vink) en in 1962 met Wouter van de Kuilen (Wieger Bruin, Vink & Van de Kuilen).
Bruin ontwierp onder andere woonhuizen en winkels in de Transvaalbuurt in Amsterdam, maar ook een aantal villa's in het oosten van het land. Hij ontwikkelde zich van traditioneel architect tot stedenbouwkundige en was als zodanig verantwoordelijk voor uitbreidings- en wederopbouwplannen in onder andere Alkmaar, Haarlemmermeer, Den Helder, Oldenzaal en Uithoorn, ook ontwierp hij het dorp Rutten (1949-1952) in de Noordoostpolder. In opdracht van de Bouw-Exploitatie-Maatschappij Bergen aan Zee (BEM) maakte hij een uitbreidingsplan voor de badplaats (omstreeks 1937), dat als onderdeel werd opgenomen in het gemeentelijk uitbreidingsplan.
In 1956 werd hij benoemd tot Officier in de Orde van Oranje-Nassau. Voor zijn jarenlange verdiensten als stedenbouwkundige werd hij in 1964 benoemd tot ereburger van Uithoorn en ontving hij in 1970 de zilveren legpenning van de gemeente Oldenzaal. In Hoofddorp en Uithoorn werden straten naar hem vernoemd.
Van 1937 tot 1947 was Bruin docent architectonisch ontwerpen aan het Voortgezet en Hooger Bouwkunst Onderricht, onderafdeling van de Rijksakademie van beeldende kunsten. Vervolgens was hij van 1947 tot 1958 bijzonder hoogleraar in bouwkunde en stedenbouw aan de Landbouwhogeschool in Wageningen. Naast zijn werk bekleedde Bruin diverse bestuursfuncties, hij was onder meer voorzitter van Architectura et Amicitia, lid van het college van herstel van de Universiteit van Amsterdam, voorzitter van de Centrale Commissie voor oorlogs- of vredesgedenktekens, secretaris van de Noord-Hollandse welstandscommissie, lid van de Amsterdamse Raad voor de Stedebouw, voorzitter van de Bond van Nederlandse Stedebouwkundigen en voorzitter van de Stichting Kunstenaarsverzet 1942-1945.
Wieger Bruin overleed op 78-jarige leeftijd.

## Enkele werken
- 1923: villa P. van Delden in Enschede.
- 1924: woonhuis voor jhr. J.L.E.M. van Sasse van Ysselt in Boxmeer.
- 1924: woonhuis dr. D.J. Beck aan Kortenaerstraat in Enschede
- 1925: woonhuis A.J. Ludden aan de Parkstraat in Enschede.
- 1925: villa Meyling in Hengelo.
- 1926-1927: woningen en winkels met houtbetimmerde topgevels aan o.a. de Ben Viljoenstraat en Tugelaweg, Amsterdam.
- 1936: De Rusthoeve, 'tehuis voor ouden van dagen', Purmerend.
- bejaardenhuis Avondlicht in Mijdrecht.
- ca 1937: Uitbreidingsplan voor Bergen aan Zee
- 1950: gedenksteen aan de Begoniastraat in Duivendrecht.
- ca 1955: Centrumplan, Den Helder
- 1952-1957: RHBS in Den Helder.
- gemeentehuis in Den Burg, Texel. Gesloopt in 2012.
- 1955: Opstandingskerk in Eindhoven.

## Galerij

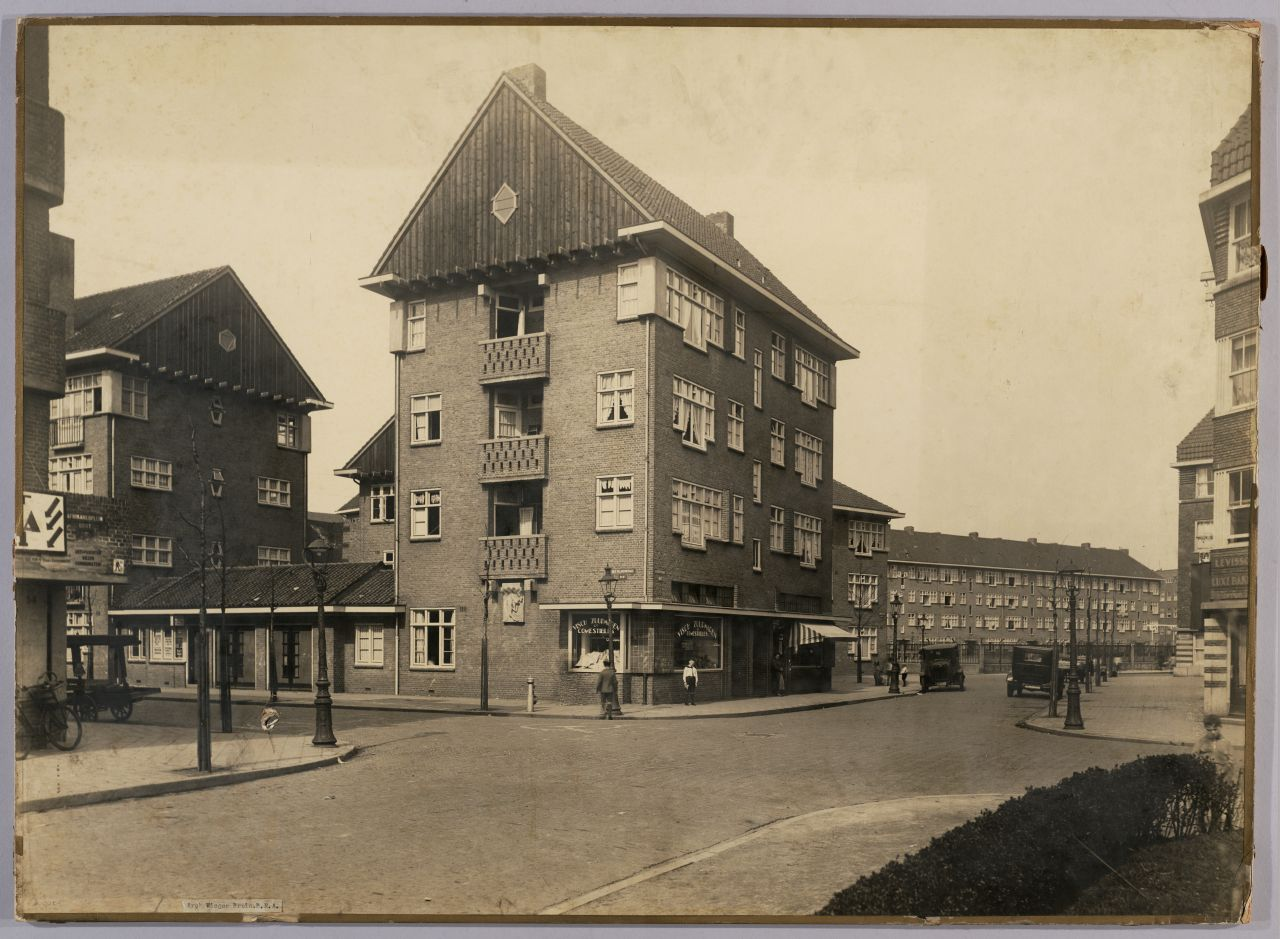
Woningen en winkels, Amsterdam
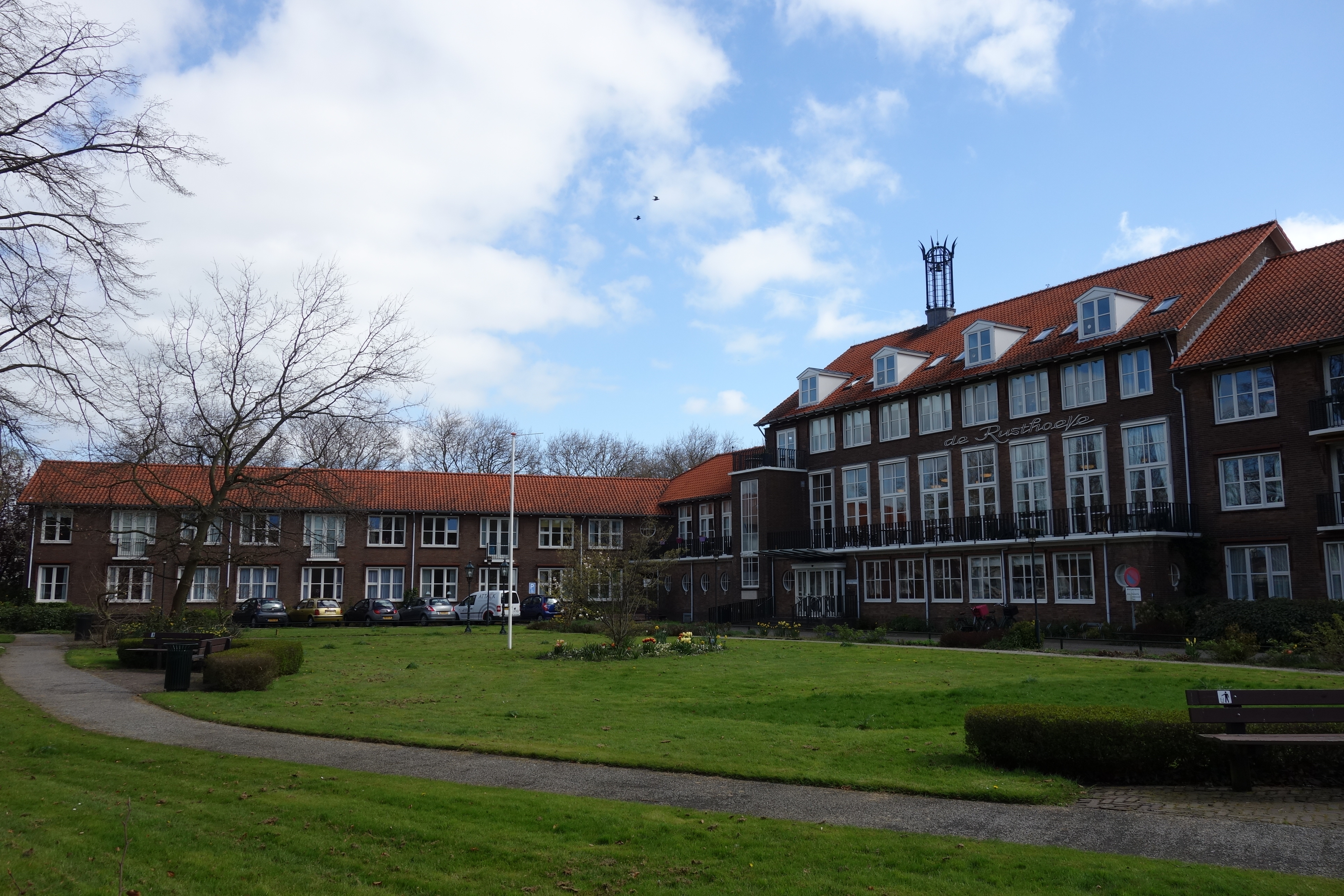
De Rusthoeve, Purmerend
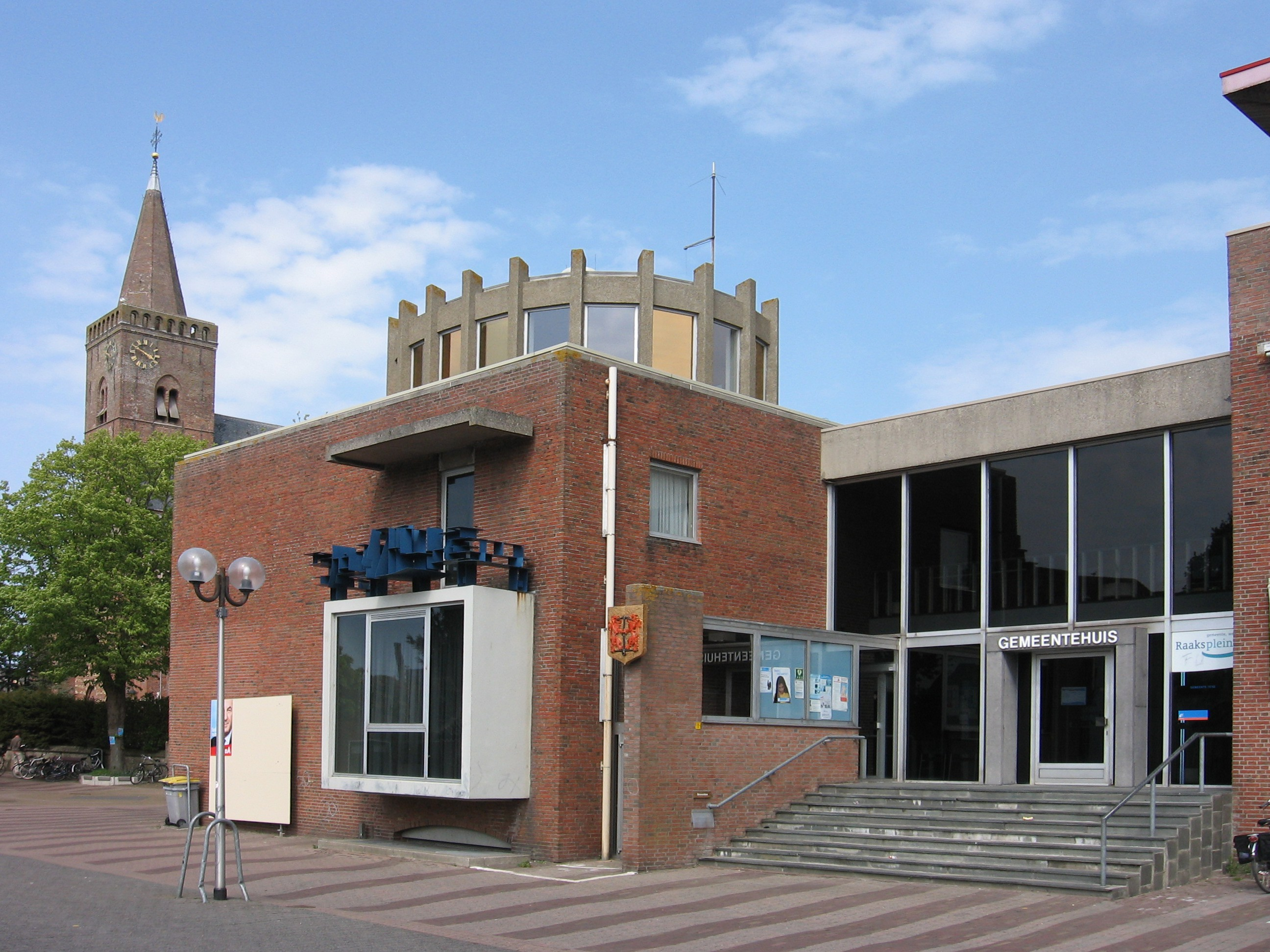
Gemeentehuis Den Burg
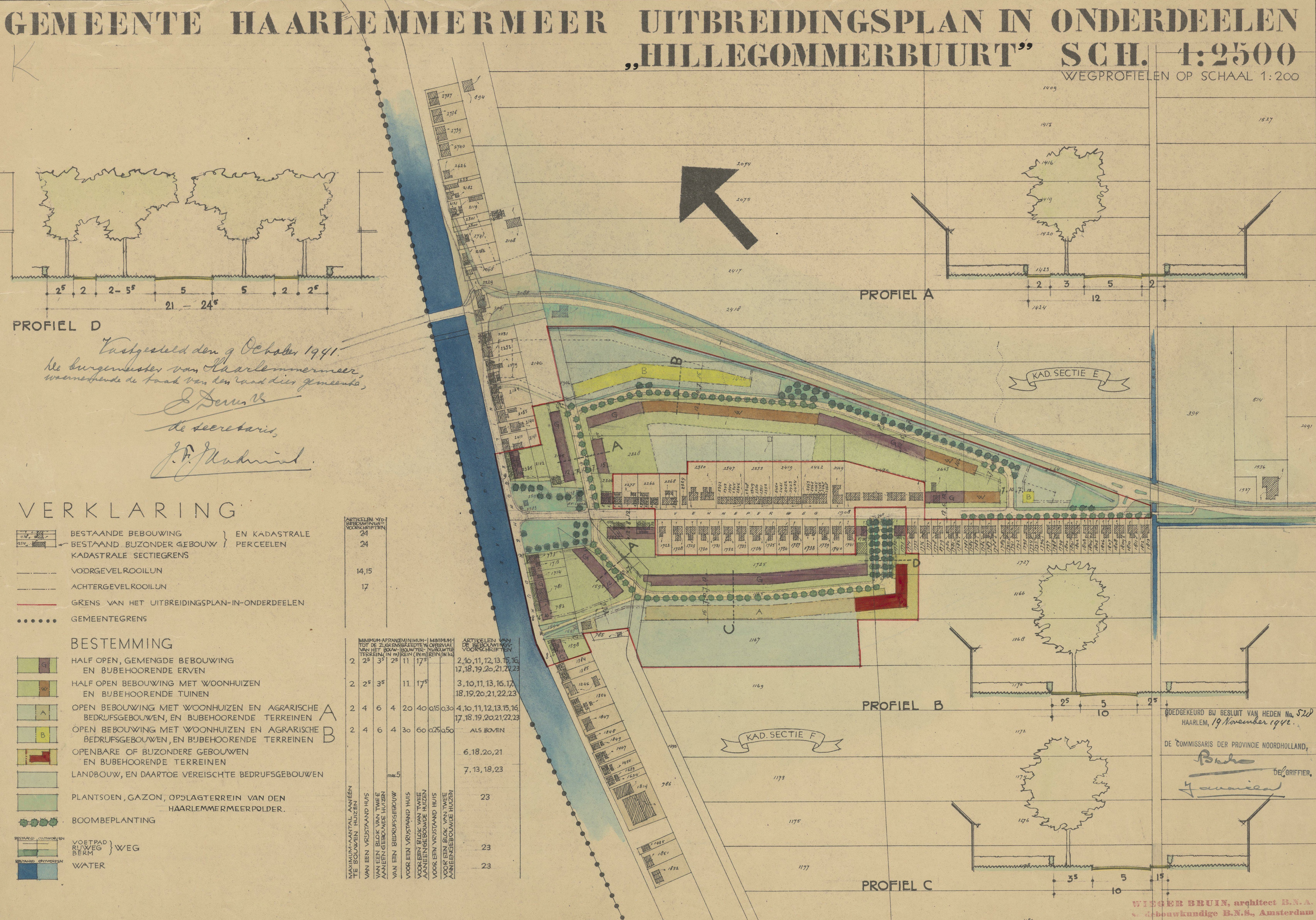
Uitbreidingsplan Haarlemmermeer (1941-1942)
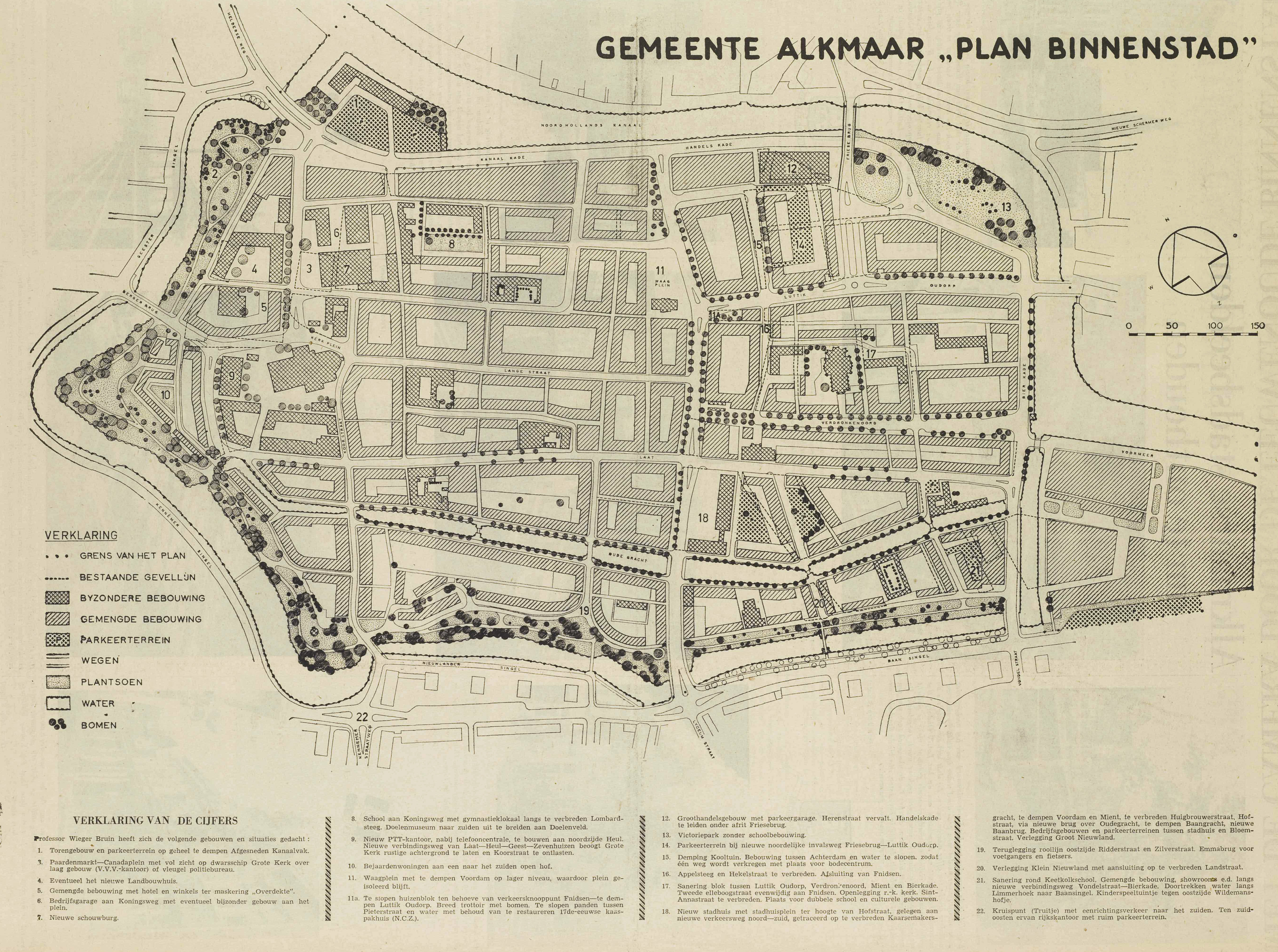
Plan binnenstad Alkmaar (1958)

- Biografisch Portaal: 44582169
- RKD-Nederlands Instituut voor Kunstgeschiedenis: 13452